# Pătârlagele
Pătârlagele – miasto w Rumunii, w okręgu Buzău. Liczy 7135 mieszkańców (2011).